# Risse im Fundament
Risse im Fundament ist ein deutscher Spielfilm von Genia Leis und Gerald Sommerauer aus dem Jahr 2022. Das Drama begleitet eine aus Deutschland stammende Studentin (dargestellt von Sofia Falsone) bei einem Praktikum in einem Wiener Architekturbüro. Dort wird sie mit den Hierarchien eines männlich dominierten Arbeitsumfelds konfrontiert.
Leis’ und Sommerauers Spielfilmdebüt wurde im Jahr 2022 in den Wettbewerb des 43. Filmfestivals Max Ophüls Preis eingeladen.

## Handlung
Die talentierte und ehrgeizige deutsche Architekturstudentin Eva absolviert in Wien ein Praktikum beim einflussreichen Architekten Andreas Hummel. Fasziniert von Evas Ideen überträgt er ihr und einer jungen Kollegin die Gestaltung eines Pavillons für einen Kunstpark. Die Ergebnisse beeindrucken ihn anfangs sehr. Dann beginnt er sich Eva auch privat zu nähern, er lädt sie etwa zum Essen ein oder nimmt sie auf geschäftliche Fahrten mit. Schließlich sagt er ihr offen, dass er in sie verliebt sei. Eva, gerade von ihrem Freund verlassen, ist durch diese Entwicklung sichtlich verwirrt, arbeitet aber an dem ihr übertragenen Projekt gut weiter; sie kann Beruf und Privatleben konsequent trennen.
Zum Bruch kommt es auf einer gemeinsamen Fahrt mit Andreas zum befreundeten Künstler Erwin Hohlbein. Dieser äußert beim Abendessen offen frauenverachtende Ansichten – etwa dass eine minderjährige Vergewaltigte, die rechtlich gegen den Täter vorgeht, es doch nur von Anfang an auf dessen Geld abgesehen habe. Evas Unsicherheit Andreas gegenüber schlägt in Abneigung um, zumal er nach Alkohol- und Drogenkonsum zudringlich wird. Sie besteht trotz des angebotenen Gästezimmers auf einer sofortigen Heimfahrt, bringt Andreas in seine Wohnung und lässt ihn dann allein. Am nächsten Morgen rächt er sich, indem er ihre Präsentation ihres Entwurfs vor den versammelten Kollegen vom Tisch fegt.
Freunde raten Eva, ihren Stolz herunterzuschlucken und sich – unabhängig von ihrer eigenen Sicht der Dinge – bei Andreas für den verdorbenen Abend zu entschuldigen. Sie schafft es nicht, ihr eigenes Empfinden so weit zu ignorieren. Das macht ihr klar, dass ihre Karriere in der männlich dominierten Welt ihres Traumberufs sehr viel schwerer werden wird, als sie bislang gedacht hatte: Sie muss nicht nur fachlich gut sein, sondern auch als Frau die Rollen spielen, die mächtigere Männer von ihr erwarten. Weinend geht sie nach Hause.

## Hintergrund
Für den österreichischen Regisseur Gerald Sommerauer ist Risse im Fundament sein Abschlussfilm an der Deutschen Film- und Fernsehakademie Berlin (DFFB). Da es ihm wichtig war, dass sein Spielfilmdebüt auch aus einer weiblichen Perspektive erarbeitet wird, unterstützte ihn Genia Leis als Koregisseurin. Sie studierte Bühnen- und Kostümbild am Salzburger Mozarteum und war für die Ausstattung zahlreicher Theater- und Filmprojekte verantwortlich, darunter auch an der DFFB. Für das Drehbuch zeichnete Isabella Oliveira Parise Kröger verantwortlich.
Die Dreharbeiten fanden vom 13. August bis 18. September 2020 statt. Das Projekt wurde finanziell vom Medienboard Berlin-Brandenburg (Fördersumme: 100.000 Euro) unterstützt.

## Veröffentlichung
Risse im Fundament wurde am 22. Januar 2022 beim Filmfestival Max Ophüls Preis uraufgeführt.

## Auszeichnungen
Im Rahmen des Filmfestivals Max Ophüls Preis 2022 erhielt Risse im Fundament eine Einladung in den Spielfilmwettbewerb. Dort wurde der Film mit dem Preis der Jugendjury ausgezeichnet.